# WWE Crown Jewel (2022)
WWE Crown Jewel 2022 war eine Wrestling-Veranstaltung der WWE, die als Pay-per-View auf dem WWE Network und dem Streaming-Portal Peacock ausgestrahlt wurde. Sie fand am 5. November 2022 im Mrsool Park in Riad, Saudi-Arabien statt. Es war die 4. Austragung von WWE Crown Jewel seit 2018.

## Hintergrund
Im Vorfeld der Veranstaltung wurden acht Matches angesetzt. Diese resultierten aus den Storylines, die in den Wochen vor dem Pay-Per-View bei Raw und SmackDown, den wöchentlichen Shows der WWE gezeigt wurden.

## Ergebnisse
| Matchart                                                   |                                                                 |      |                                                    | Zeit  |
| ---------------------------------------------------------- | --------------------------------------------------------------- | ---- | -------------------------------------------------- | ----- |
| Singles-Match                                              | Brock Lesnar                                                    | bes. | Bobby Lashley                                      | 6:00  |
| Tag-Team-Match um die WWE Women’s Tag Team Championship    | Damage CTRL Dakota Kai und Iyo Sky                              | bes. | Alexa Bliss und Asuka (C)                          | 12:50 |
| Steel-Cage-Match                                           | Drew McIntyre                                                   | bes. | Karrion Kross                                      | 13:00 |
| Six-Man-Tag-Team-Match                                     | The Judgment Day Finn Bálor, Damian Priest und Dominik Mysterio | bes. | The O.C. AJ Styles, Luke Gallows und Karl Anderson | 14:00 |
| Singles-Match                                              | Braun Strowman                                                  | bes. | Omos                                               | 7:20  |
| Tag-Team-Match um die Undisputed WWE Tag Team Championship | The Usos Jimmy Uso und Jey Uso (C)                              | bes. | The Brawling Brutes Ridge Holland und Butch        | 10:50 |
| Last-Woman-Standing-Match um die Raw Women’s Championship  | Bianca Belair (C)                                               | bes. | Bayley                                             | 20:28 |
| Singles-Match um die Undisputed WWE Universal Championship | Roman Reigns (C)                                                | bes. | Logan Paul                                         | 24:45 |

| Funktion      | Name            |
| ------------- | --------------- |
| Kommentatoren | Wade Barrett    |
| Kommentatoren | Michael Cole    |
| Pre-Show      | Jackie Redmond  |
| Pre-Show      | Peter Rosenberg |
| Pre-Show      | Matt Camp       |
| Ringansager   | Mike Rome       |
| Ringansager   | Samantha Irvin  |